# Morgane Polanski
Morgane Polanski (Parigi, 20 gennaio 1993) è un'attrice francese.

## Biografia
Nata a Parigi, è figlia del regista, produttore, sceneggiatore e attore franco-polacco Roman Polanski e dell'attrice e cantante francese Emmanuelle Seigner. Parla la lingua francese e la lingua polacca.
Si è formata al Drama Centre di Londra e poi alla Royal Central School of Speech and Drama, sempre nella capitale britannica.
Ha debuttato nel mondo del cinema nel film Il pianista (2002), diretto dal padre. Ha preso parte in seguito ad altri film diretti da Roman Polanski, tra cui Oliver Twist (2005) e L'uomo nell'ombra (2010).
Nel 2015 inizia ad interpretare Gisella di Francia nella terza stagione della serie televisiva storico-drammatica Vikings.
Nel 2021 appare nel film The French Dispatch of the Liberty, Kansas Evening Sun diretto da Wes Anderson.

## Filmografia parziale

### Cinema
- Il pianista (The Pianist), regia di Roman Polanski (2002)
- Oliver Twist, regia di Roman Polanski (2005)
- Backstage, regia di Emmanuelle Bercot (2005)
- L'uomo nell'ombra (The Ghost Writer), regia di Roman Polanski (2010)
- Unhallowed Ground, regia di Russell England (2015)
- The Wife - Vivere nell'ombra (The Wife), regia di Björn Runge (2017)
- In Darkness - Nell'oscurità (In Darkness), regia di Anthony Byrne (2018)
- The Aspern Papers, regia di Julien Landais (2018)
- Looted, regia di Rene van Pannevis (2019)
- The French Dispatch of the Liberty, Kansas Evening Sun, regia di Wes Anderson (2021)
- The Palace, regia di Roman Polanski (2023)

### Televisione
- Vikings - serie TV, 16 episodi (2015-2017)